# Johann Georg Wolfgang
Johann Georg Wolf(f)gang (* 25. Mai 1665 in Augsburg; † 21. Dezember 1744 in Berlin) war ein Kupferstecher in preußischen Diensten.

## Leben
Wolfgang war ein Sohn des gebürtigen Chemnitzers Georg Andreas Wolfgang, der in Augsburg Kupferstecher wurde. Er vermählte sich am 21. September 16957 in Augsburg mit (Maria) Barbara Lomer (5. November 1674 in Augsburg – 18. April 1738 in Berlin) . Aus der Ehe gingen die Söhne Johann Georg d. J. (* 8. Mai 1699 in Augsburg; † nach 1761), der wie sein Vater als Kupferstecher in Berlin arbeitete, und Georg Andreas hervor.
Gemeinsam mit seinem Bruder Andreas Matthaeus erlernte er zunächst beim Vater die Schwarze Kunst. Zur weiteren Ausbildung begaben sich beide im Jahre 1684 nach Amsterdam. Bei der Rückkehr von einem Ausflug nach England wurden sie von algerischen Korsaren gefangen genommen und als Sklaven nach Algier verschleppt. Erst durch die Zahlung eines Lösegelds, das ihr Vater aufbrachte, konnten beide 1688 nach Augsburg zurückkehren. Bis zu seiner Heirat wirkte Johann Georg in des Vaters Werkstatt.
Mit dem ebenfalls aus Augsburg stammenden Elias Christoph Heiß wurde Wolfgang 1704 mit Patent vom 19. Februar gleichzeitig zum königlich preußischen Hofkupferstecher ernannt. Am königlichen Hof in Kleve erhielt er den Auftrag, an der neu errichteten Akademie der Künste und Wissenschaften in Berlin zu wirken, der er von 1706 bis zu seinem Tod als Ehrenmitglied angehörte, und die Königskrönung Friedrichs I. von Preußen in einer Reihe von Stichen abzubilden. Nach anfänglichen wirtschaftlichen Schwierigkeiten wurde ihm am 29. Juni 1705 eine jährliche Zuwendung in Höhe von 200 Thalern gewährt. Auch sonst erfuhr er maßgebliche Unterstützung seines Dienstherren. Wolfgang diente unter drei preußischen Königen, er blieb bis zu seinem Tod in Berlin.

## Stil
Wolfgang versuchte sich zunächst an den Arbeiten von Gérard Edelinck zu orientieren. Überhaupt hat er lange versucht, die französischen Meister zu kopieren. Seine besondere Stärke lag auf der Ausarbeitung des Gesichts, hier verwendete er die höchste Sorgfalt. Den Kontrast seiner Vorbilder zu erreichen, ist ihm jedoch nicht gelungen und so weist sein Gesamtwerk auch eine qualitative Spanne auf. Besonders geglückt sind ihm jedoch Frauengesichter, bzw. Gesichter mit weichen Zügen. In jedem Fall hebt er sich von der Masse und dem Mittelmaß der deutschen Kupferstecher seiner Zeit ab, auch wenn man ihn nicht zu den ganz großen Meistern seines Fachs zählte.

## Werk
Als das bedeutendste Werk aus der Augsburger Zeit wird die Gemeinschaftsarbeit mit Jacob Müller zur Illustration der Symbolographie des Jacobus Boschius genannt.
Zu seinen hervorgehobenen Werken gehört ebenfalls ein Christus am Kreuz nach einer Vorlage von Charles Le Brun und ein Reiterstandbild des Großen Kurfürsten nach einer Vorlage von Johann Jacobi.
Eins seiner ersten Werke aus der Berliner Zeit war ein Großer Kupferstich vom Standbild des Großen Kurfürsten nach Andreas Schlüter. 1712 erschien seine 20 Kupferplatten Der Königlich-Preüßischen Crönung Hochfeÿerliche Solemnitäten, mit Texten von Johann von Besser.

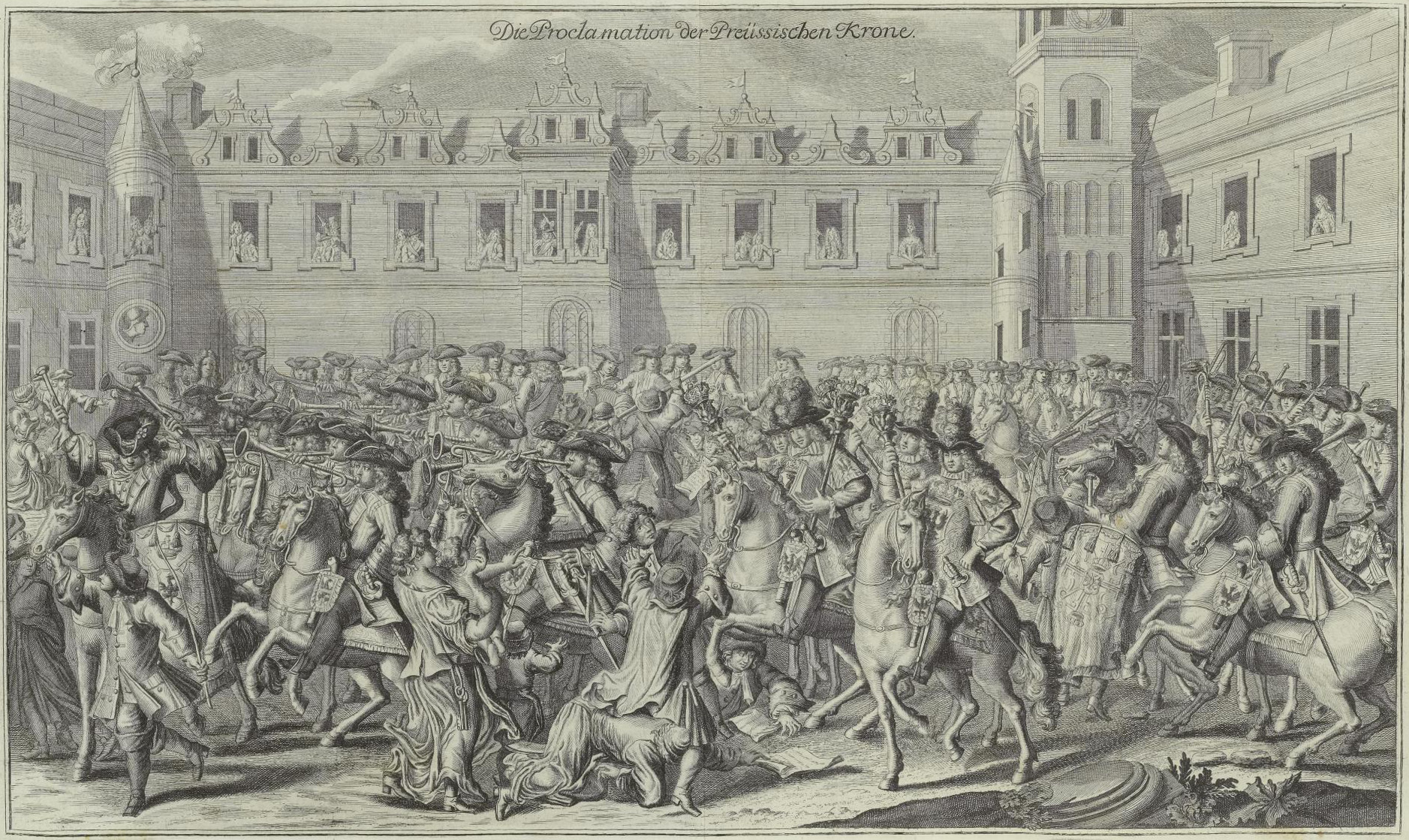
Proklamation der Preußischen Krone
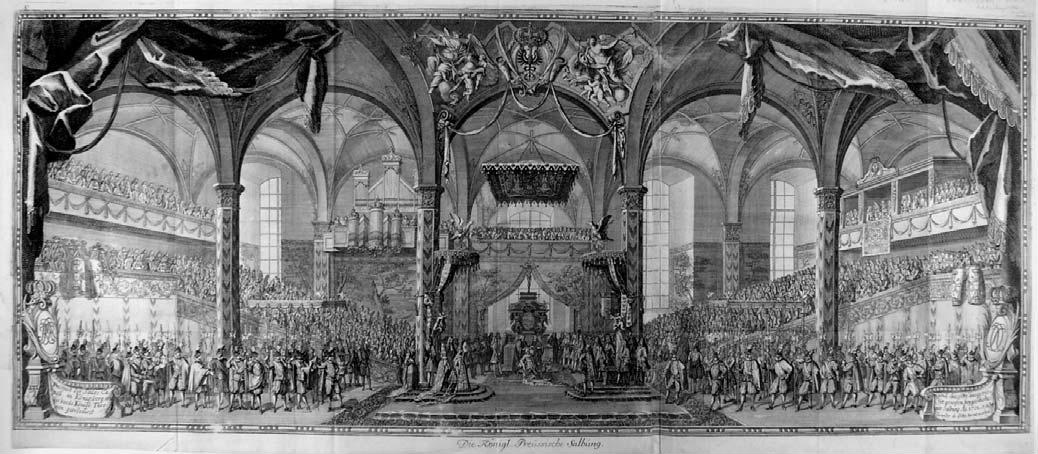
Salbung Friedrichs I. 1701
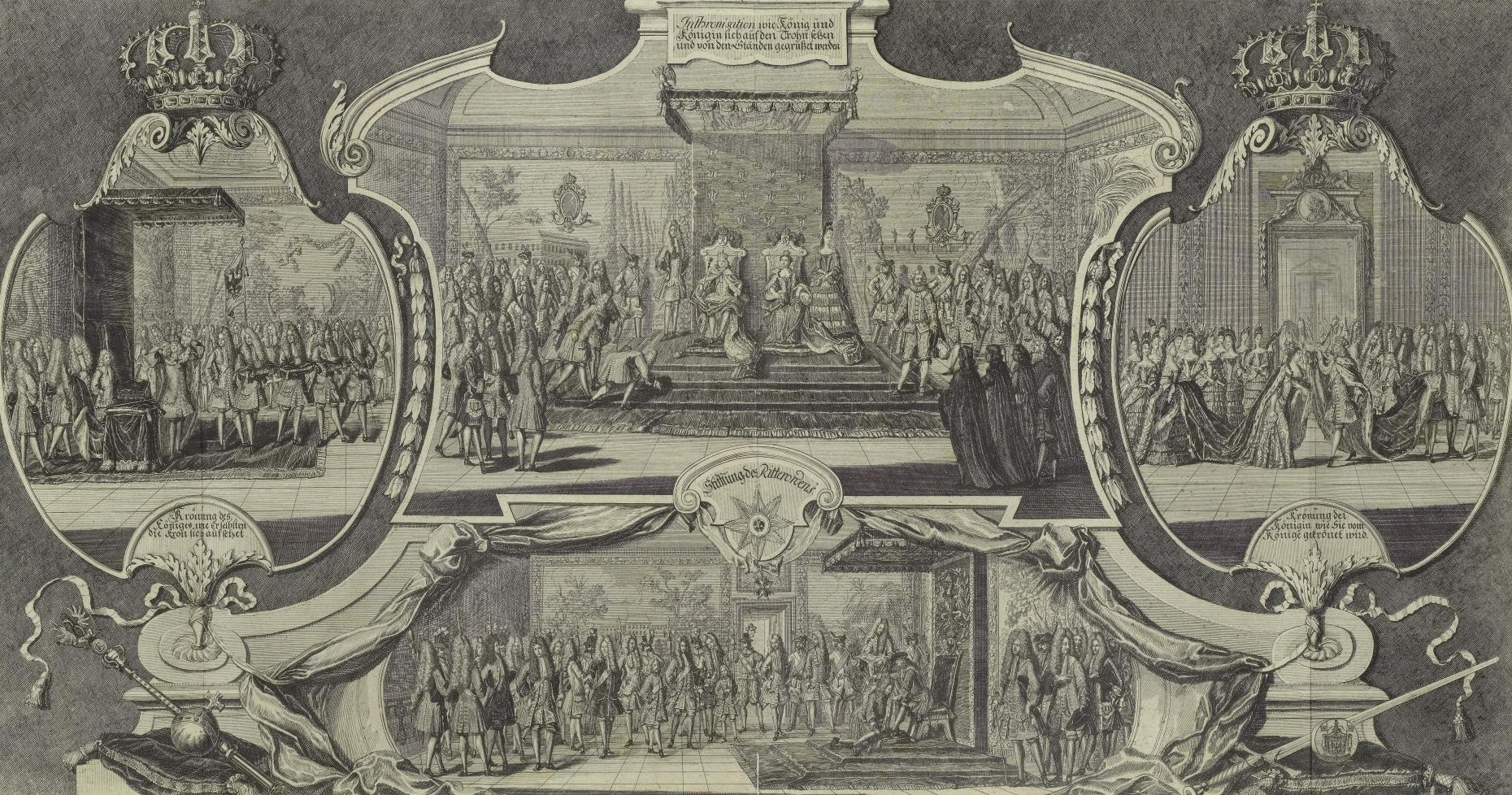
Inthronisation von König und Königin

Für die Königin Sophie Charlotte illustrierte er ihren Schreibkalender ebenso ihren Nachruf mit Kupfern.
Im Dresdener königlichen Kupferstich-Cabinet befinden sich 26 von ihm gefertigte Stiche, die 1718/1719 nach Vorlagen von Johann Samuel Mock entstanden.
Durch seine Tätigkeit am preußischen Hof hatte er zur Genüge Gelegenheit Angehörige der königlichen Familie, bzw. des Hofstaats und des öffentlichen Lebens zu Porträtieren. Genannt werden u. a. Bildnisse Georg Friedrich Händel, August Hermann Francke oder Joachim Ernst von Grumbkow.
Zu seinen herausragenden Meisterwerken werden einige Porträts nach Vorlagen von Antoine Pesne gezählt:

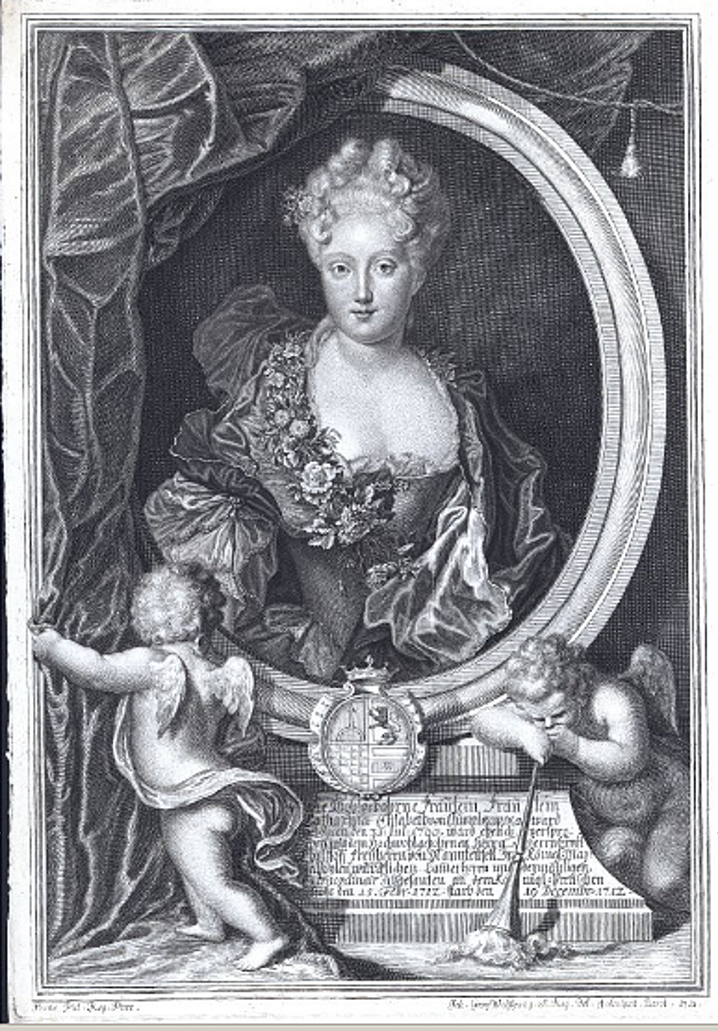
Freiin Katharina Elisabeth von Chwałkowsky (1700–1712), vermählte von Manteuffel, nach Pesne (1713)
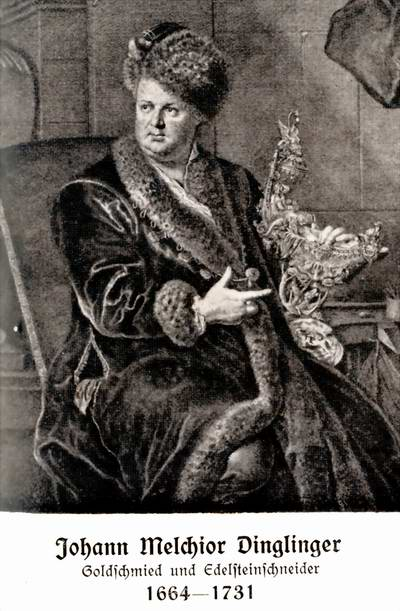
Johann Melchior Dinglinger (1664–1731), nach Pesne (1722)
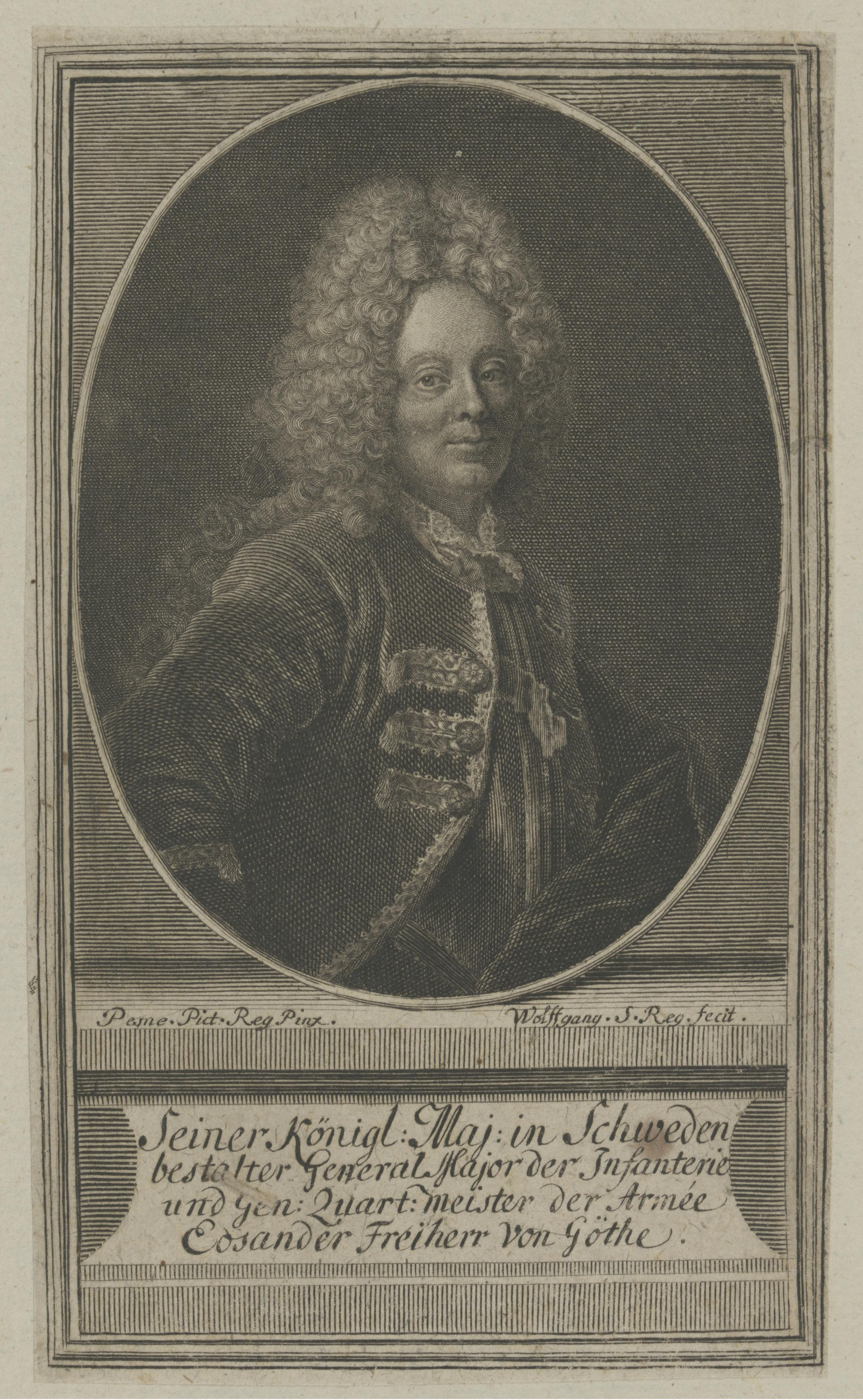
Freiherr Eosander von Göthe (1669–1728), nach Pesne

Auch das Porträt der Elisabeth Charlotte Mylius (1684–1726), Gemahlin des preußischen Generalauditeurs Christian Otto Mylius, welches 1726 entstand, wird zu den besten Leistungen des Künstlers gerechnet.